# Liu Shilan
Liu Shilan (chiń. 刘适兰; ur. 24 stycznia 1962) – chińska szachistka, arcymistrzyni od 1982 roku.

## Kariera szachowa
W latach 1979–1986 siedmiokrotnie zdobyła tytuły indywidualnej mistrzyni Chin. W roku 1982 odniosła życiowy sukces, zajmując w turnieju międzystrefowym w Tbilisi III miejsce i zdobywając awans do grona pretendentek do tytułu mistrzyni świata. Za to osiągnięcie otrzymała również (jako pierwsza chińska szachistka w historii) tytuł arcymistrzyni. W następnym roku spotkała się w I rundzie meczów pretendentek z Naną Ioseliani, przegrywając 3 - 6. W turniejach międzystrefowych wystąpiła jeszcze dwukrotnie, nie osiągając sukcesów (1985 Żełeznowodsk – XIV m-ce, 1987 Tuzla – X m-ce).
W latach 80. była podstawową zawodniczką reprezentacji Chin, pięciokrotnie (pomiędzy 1980 a 1988) występując na szachowych olimpiadach (za każdym razem na I szachownicy). Najbardziej udany był dla niej start w roku 1986 w Dubaju, gdzie zdobyła dwa medale: srebrny za uzyskany wynik rankingowy oraz brązowy – za wynik indywidualny (11 pkt w 14 partiach).
Najwyższy ranking w karierze osiągnęła 1 lipca 1987 r., z wynikiem 2335 punktów dzieliła wówczas 24-27. miejsce na światowej liście FIDE, jednocześnie zajmując 1. miejsce wśród chińskich szachistek. Od 1990 r. wystąpiła zaledwie w kilku turniejach klasyfikowanych przez Międzynarodową Federację Szachową.